# Santo Stefano Ticino
Santo Stefano Ticino é uma comuna italiana da região da Lombardia, província de Milão, com cerca de 3.872 habitantes. Estende-se por uma área de 5 km², tendo uma densidade populacional de 774 hab/km². Faz fronteira com Arluno, Ossona, Marcallo con Casone, Corbetta, Magenta.

## Demografia
| Variação demográfica do município entre 1861 e 2011                               |
|                                                                                   |
| Fonte: Istituto Nazionale di Statistica (ISTAT) - Elaboração gráfica da Wikipedia |